# Tetrametylsilan
Tetramethylsilan (viết tắt là TMS) là hợp chất của silic (cụ thể là hợp chất cơ silic — organosilicon compound) có công thức Si(CH3)4. Nó là tetraorganosilan đơn giản nhất. Giống như tất cả các silan, TMS có hình dạng khối tứ diện. TMS là một khối xây dựng trong hóa học cơ kim nhưng cũng được sử dụng trong các ứng dụng ngách đa dạng.